# Campyloneurus heterospilus
Campyloneurus heterospilus is een insect dat behoort tot de orde vliesvleugeligen (Hymenoptera) en de familie van de schildwespen (Braconidae). De wetenschappelijke naam van de soort werd voor het eerst geldig gepubliceerd door Peter Cameron in 1911. (gespeld als Camploneurus lineaticaudis).
H.A. Lorentz verzamelde de soort tijdens de Eerste Zuid-Nieuw-Guinea-expeditie in 1907. De vindplaats is "Bivak Island" in het voormalige Nederlands-Nieuw-Guinea.